# Sartaguda
Sartaguda est une ville et une commune de la communauté forale de Navarre (Espagne).
Elle est située dans la zone non bascophone de la province, dans la mérindade d'Estella et à 82 km de sa capitale, Pampelune. Le castillan est la seule langue officielle alors que le basque n’a pas de statut officiel.

### Patrimoine civil

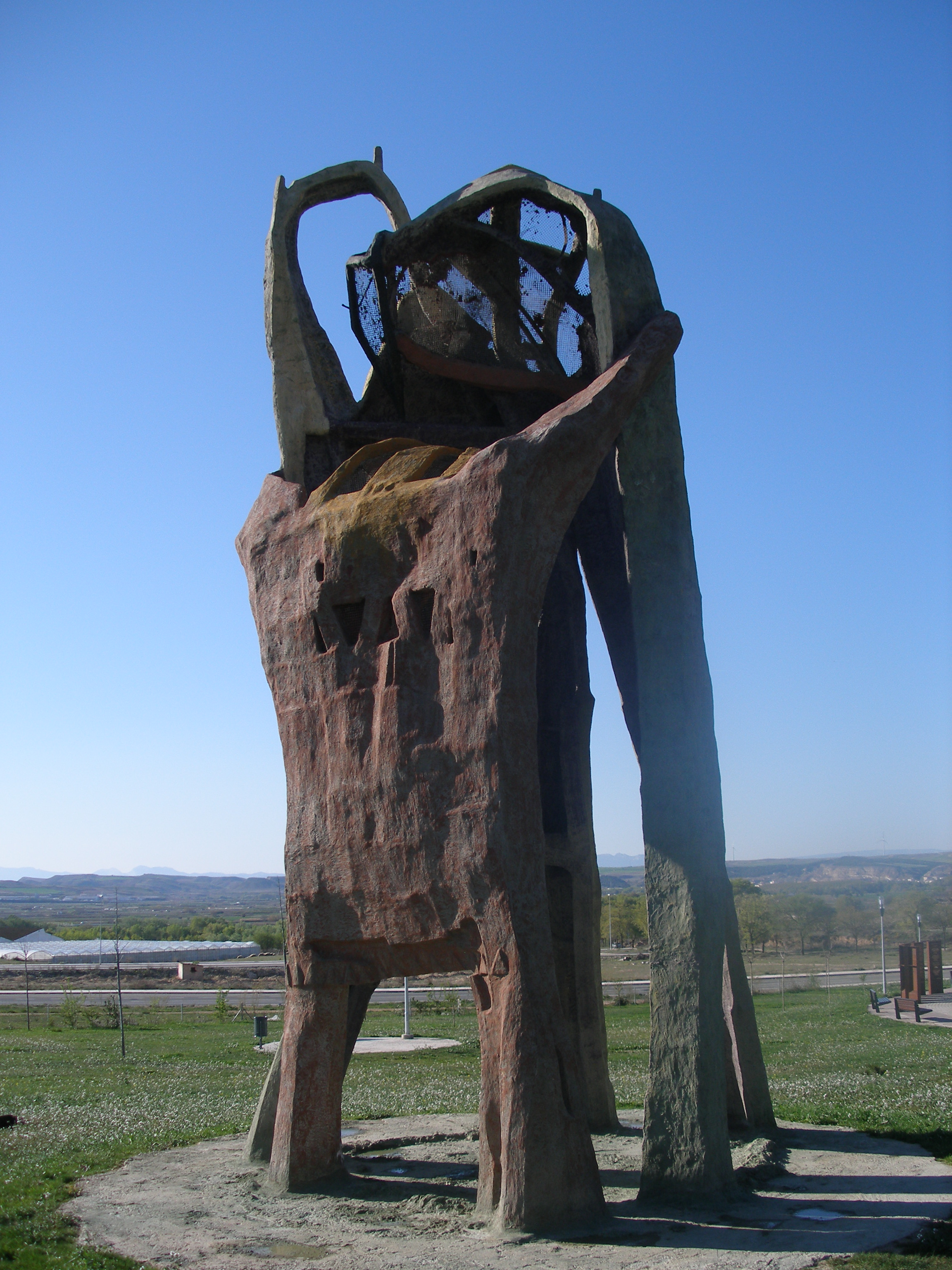
Parque de la Memoria
sculpture par Joxe Ulibarrena.

## Démographie
| Évolution démographique                                   | Évolution démographique | Évolution démographique | Évolution démographique | Évolution démographique | Évolution démographique | Évolution démographique | Évolution démographique | Évolution démographique | Évolution démographique | Évolution démographique |
| 1996                                                      | 1998                    | 1999                    | 2000                    | 2001                    | 2002                    | 2003                    | 2004                    | 2005                    | 2006                    | 2007                    |
| --------------------------------------------------------- | ----------------------- | ----------------------- | ----------------------- | ----------------------- | ----------------------- | ----------------------- | ----------------------- | ----------------------- | ----------------------- | ----------------------- |
| 1 376                                                     | 1 342                   | 1 364                   | 1 357                   | 1 350                   | 1 338                   | 1 334                   | 1 349                   | 1 340                   | 1 395                   | 1 412                   |
| Sources: Sartaguda et instituto de estadística de navarra |                         |                         |                         |                         |                         |                         |                         |                         |                         |                         |

### Sources et bibliographie
- (es) Cet article est partiellement ou en totalité issu de l’article de Wikipédia en espagnol intitulé « Sartaguda » (voir la liste des auteurs).
- VV.AA, Navarra 1936, De la esperanza al terror, 2004, Tafalla, Éditions Altaffaylla,  (ISBN 84-930957-9-6).
- VV.AA, Navarra guía y mapa, 1986, Estella, Éditions Caja de Ahorros de Navarra,  (ISBN 84-505-3457-7).
- VV.AA, Gran Enciclopedia Larousse, 1988, Barcelone, Éditions Planeta,  (ISBN 84-320-7370-9).
- VV.AA, Gran Enciclopedia Larousse, 2003, Barcelone, Éditions Planeta,  (ISBN 84-08-46629-1).